# Pauluskirche (Düsseldorf-Düsseltal)

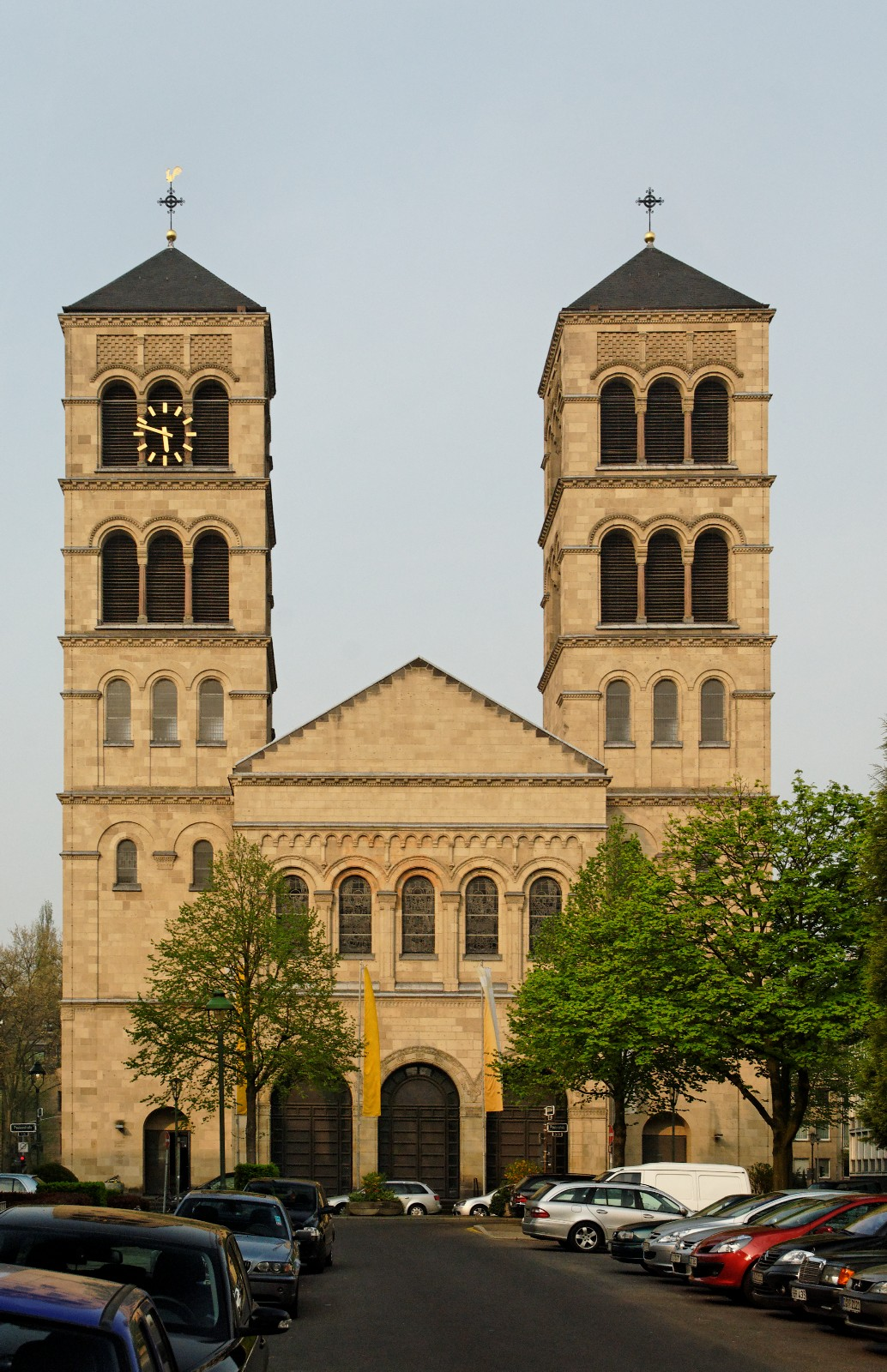
Pauluskirche

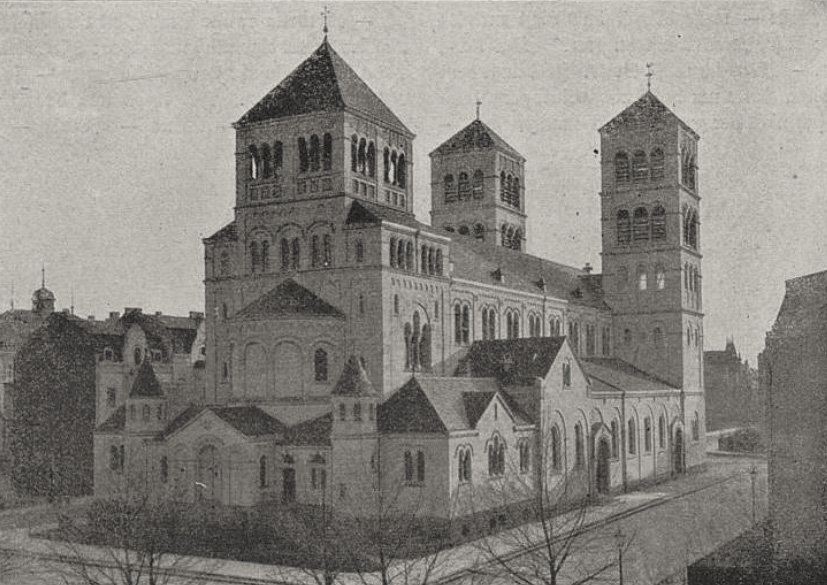
Pauluskirche (1913)

Die Pauluskirche (genauer: Kirche St. Paulus) ist eine katholische Pfarrkirche im Düsseldorfer Stadtteil Düsseltal. Die Pfarrei St. Paulus gehört zum Kirchengemeindeverband Flingern/Düsseltal.

## Geschichte
Sie wurde im neoromanischen Stil erbaut und nach den Zerstörungen des Zweiten Weltkrieges in veränderter Form wiedererrichtet.
Die Pauluskirche wurde in den Jahren 1910 bis 1913 durch den Düsseldorfer Architekten Josef Kleesattel errichtet. Sie ist als fünfschiffige neoromanische Basilika ausgelegt und hat eine Doppelturmfassade. In einem Seitenschiff befindet sich eine Marienkapelle.
Die Kirche wurde im Zweiten Weltkrieg weitgehend zerstört. Nach dem Krieg wurde die noch weitgehend intakte Doppelturmfassade wieder instand gesetzt. Das Kirchenschiff hingegen wurde durch Hans Schwippert neu gestaltet unter Einbeziehung der noch stehenden Reste.
Als besondere Sehenswürdigkeiten gelten neben dem Taufbrunnen von 1956 eine Madonnenstatue aus der Zeit um 1300 und ein Schmerzensmann aus dem 14. Jahrhundert, die der Gemeinde gestiftet wurden.
Die moderne Sakralausstattung stammt von Fritz Schwerdt und umfasst u. a. ein rot emailliertes Tabernakel sowie sechs große Altarleuchter am Hochaltar, einen ebenfalls rot emaillierten Ewiglichtständer (jetzt als Osterleuchter genutzt), ein Kreuz mit Bergkristallen und Elfenbeinkorpus nebst zwei siebenarmigen Leuchtern für die Krypta, sowie ein kleines, emailliertes Vortragekreuz mit Holzkern und ein Tabernaculum für die heiligen Öle in der Marienkapelle.

## Orgeln

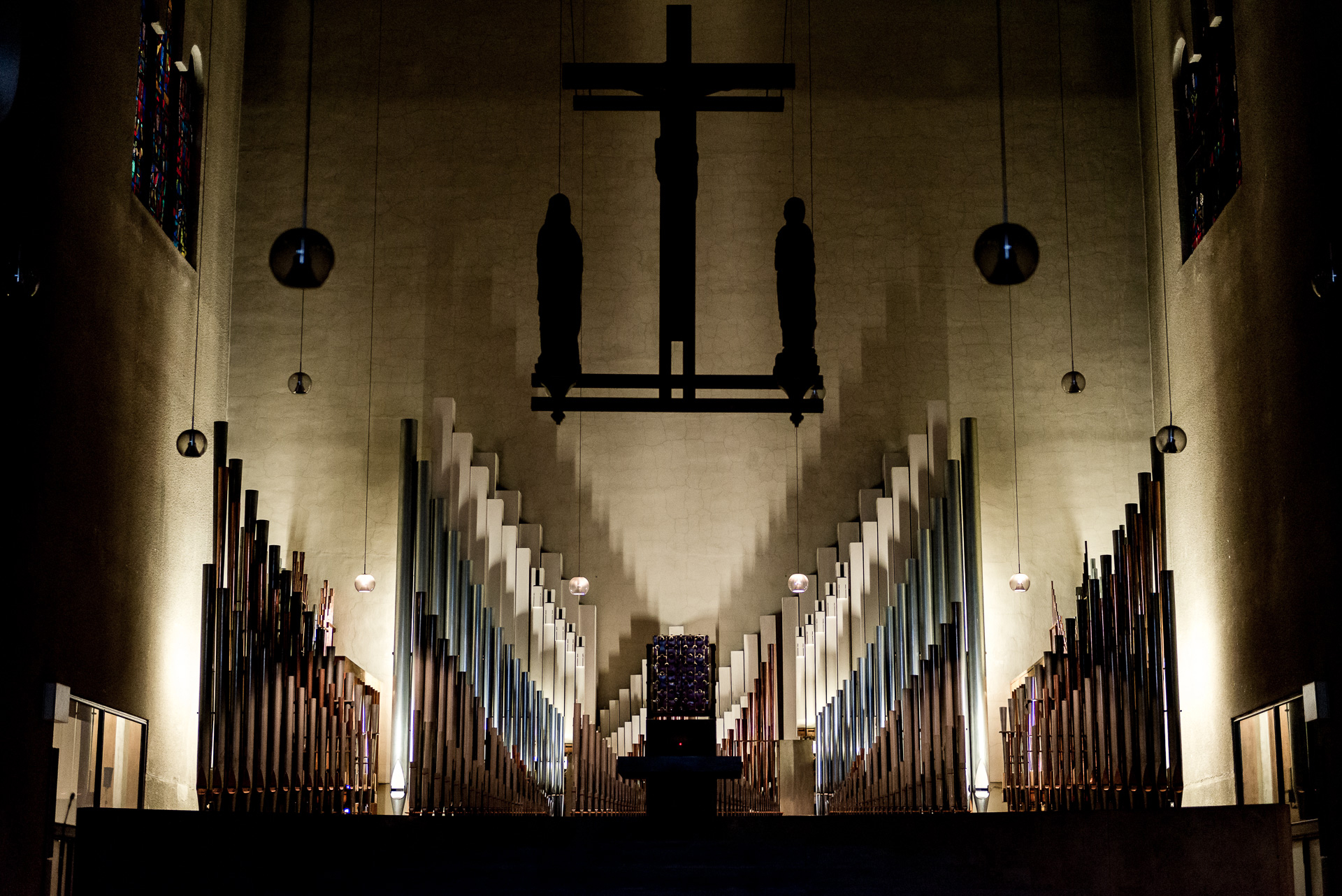
Prospekt der Klais-Orgel

Die Orgel wurde 1954 von dem Orgelbauer Johannes Klais (Bonn) erbaut, und 2008 von der Firma Weimbs Orgelbau reorganisiert. Das Instrument hat 60 Register auf vier Manualen und Pedal. Die Trakturen sind elektrisch.
| I Positiv C–g3 |    |
| Quintadena     | 8′ |
| Stillgedackt   | 8′ |
| Blockflöte     | 4′ |
| Hohlflöte      | 2′ |
| Rohrflöte      | 2′ |
| Superoctave    | 1′ |
| Cymbel IV      |    |
| Vox humana     | 8′ |
| Trichterregal  | 4′ |

| II Hauptwerk C–g3 |        |
| Prinzipal         | 16′    |
| Oktave            | 8′     |
| Grobgedackt       | 8′     |
| Gemshorn          | 8′     |
| Große Quinte      | 5 1⁄3′ |
| Superoktave       | 4′     |
| Rohrflöte         | 4′     |
| Große Terz        | 3 1⁄5′ |
| Prinzipal         | 2′     |
| Rauschpfeife III  |        |
| Mixtur VI         |        |
| Bombarde          | 16′    |
| Trompete          | 8′     |
| Kopftrompete      | 4′     |

| III Oberwerk C–g3 |       |
| Prinzipal         | 8′    |
| Rohrflöte         | 8′    |
| Weidenpfeife      | 8′    |
| Oktave            | 4′    |
| Koppelflöte       | 4′    |
| Nasat             | 2 ⁄3′ |
| Schwegel,         | 2′    |
| Sifflöte          | 1 ⁄3′ |
| Scharff IV–VI     |       |
| Trompete          | 8′    |
| Krummhorn         | 8′    |
| Tremulant         |       |

| IV Schwellwerk C–g3 |     |
| Gedackpommer        | 16′ |
| Holzprinzipal       | 8′  |
| Gambe               | 8′  |
| Prinzipal           | 4′  |
| Spitzflöte          | 4′  |
| Flachflöte          | 2′  |
| Sesquialtera II     |     |
| Mixtur V–VI         |     |
| Septimcymbel III    |     |
| Dulcian             | 16′ |
| Schalmey            | 8′  |
| Zink                | 4′  |
| Tremulant           |     |

| Pedalwerk C–f1  |     |
| Untersatz*      | 32′ |
| Prinzipalbass   | 16′ |
| Subbass*        | 16′ |
| Gedacktpommer** | 16′ |
| Oktavbass       | 8′  |
| Gedacktbass*    | 8′  |
| Choralbass      | 4′  |
| Bassflöte*      | 4′  |
| Nachthorn       | 2′  |
| Mixtur VI       |     |
| Hintersatz VI   |     |
| Posaune         | 16′ |
| Basstrompete    | 8′  |
| Singend Cornett | 2′  |

- * Extension 32′ – 4′
- ** Transmission aus Schwellwerk
- Spielhilfen:
- - Koppeln: I/II, III/I, III/II, IV/I, IV/II, IV/III, I/P, II/P, II/P, III/P, IV/P
- - Setzer: 32fach A-D, 1-8
- Sequenzer für Setzer, „vor“ u. „zurück“, als Piston, Druckschalter und per Fernbedienung
- Druckschalter für Setzeranlage A-D, 1-8 am Spieltisch
- Zungen ab
- Mixturen ab
- 1 festes Crescendo über Walze, 30 Stufen
- 3 frei programmierbare Crescendi über Walze, 30 Stufen
- - Tutti, alle Register außer Singend Cornett 2′, Vox humana 8′, Trichterregal 4′

## Orgel in der Marienkapelle
Neben der großen Klais-Orgel befindet sich in der Marienkapelle eine weitere Orgel der Firma Klais. Das vollmechanische Instrument verfügt über 10 Register, verteilt auf zwei Manuale und Pedal. Das Instrument wurde 1960 geweiht.
Disposition:
1. Manual C-g′′′
Rohrflöte 8′
Prinzipal 4′
Gemshorn 2′
Mixtur 3-4f
2. Manual C-g′′′
Singend Gedackt 8′
Blockflöte 4′
Prinzipal 2′
Tertian 1-2f
Tremolo
Pedal C-f′
Subbass 16′
Metallgedeckt 8′
Koppeltritte
I-II, I-P, II-P

## Glocken
St. Paulus besitzt das tontiefste Geläut der Stadt Düsseldorf.
| Nr. | Patron     | Nominal | Gewicht (kg) | Gussjahr/Gießer                                                   |
| --- | ---------- | ------- | ------------ | ----------------------------------------------------------------- |
| 1   | Trinitatis | g°-3    | 4.500        | alle Bochumer Verein für Gussstahlfabrikation (BVG) Gussjahr 1954 |
| 2   | Maria      | b°-2    | 2.600        | alle Bochumer Verein für Gussstahlfabrikation (BVG) Gussjahr 1954 |
| 3   | Henricus   | c'=0    | 1.800        | alle Bochumer Verein für Gussstahlfabrikation (BVG) Gussjahr 1954 |
| 4   | Paulus     | es'=0   | 1.050        | alle Bochumer Verein für Gussstahlfabrikation (BVG) Gussjahr 1954 |
| 5   | Bonifatius | f'=0    | 800          | alle Bochumer Verein für Gussstahlfabrikation (BVG) Gussjahr 1954 |
| 6   | Familie    | g'=0    | 500          | alle Bochumer Verein für Gussstahlfabrikation (BVG) Gussjahr 1954 |